# De frie kunster
De frie kunster (lat. artes liberales) betød hos romerne de kundskaber og færdigheder, der var en fri mand værdige, i modsætning til de ufri, lavere beskæftigelser, der udførtes af slaver.
Derfra gik udtrykket i middelalderen over til at betegne de syv videnskabelige discipliner, der foruden religion udgjorde læreindholdet i middelalderens skoler. De deltes i:
- trivium ("trevejen"), grammatik, dialektik og retorik, der lærtes i elementærskolerne.
- qvadrivium ("firvejen"), aritmetik, geometri, astronomi og musik, der særlig foredroges i de højere skoler.

I den nyere tid benyttes udtrykket frie kunster også for de skønne kunster.                 